# Astrophytum coahuilense
|  | Dieser Artikel wurde aufgrund von formalen oder inhaltlichen Mängeln in der Qualitätssicherung Biologie zur Verbesserung eingetragen. Dies geschieht, um die Qualität der Biologie-Artikel auf ein akzeptables Niveau zu bringen. Bitte hilf mit, diesen Artikel zu verbessern! Artikel, die nicht signifikant verbessert werden, können gegebenenfalls gelöscht werden. Lies dazu auch die näheren Informationen in den Mindestanforderungen an Biologie-Artikel. |

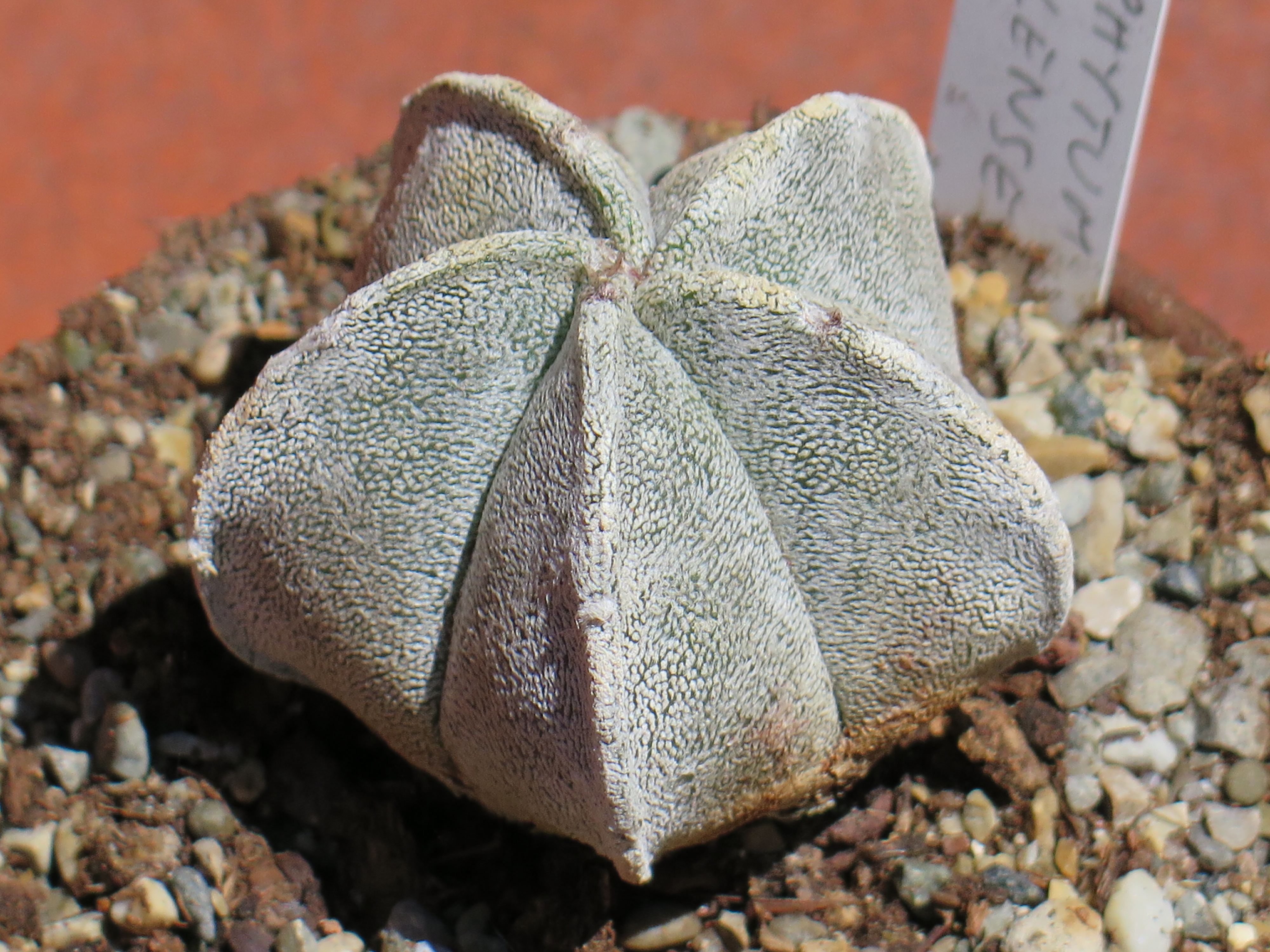
Astrophytum coahuilense

Astrophytum coahuilense ist eine Art aus der Gattung Astrophytum in der Familie der Kakteengewächse (Cactaceae). Das Artepitheton coahuilense verweist auf das Vorkommen der Art im mexikanischen Bundesstaat Coahuila.

## Beschreibung
Obwohl sie Astrophytum myriostigma ähnelt, tragen die beiden unterschiedliche Früchte und Samen. 
Die gelben Blüten besitzen einen roten Schlund.

## Verbreitung, Systematik und Gefährdung
Astrophytum coahuilense ist in den mexikanischen Bundesstaaten Coahuila und Durango verbreitet.
Die Erstbeschreibung als Echinocactus myriostigma subsp. coahuilensis durch Heinrich Möller wurde 1927 veröffentlicht. Konrad Kayser (1885–1972) stellte die Art 1932 in die Gattung Astrophytum. Ein weiteres nomenklatorisches Synonym ist Astrophytum myriostigma var. coahuilense (H.Moeller) K.Kayser (1937).
In der Roten Liste gefährdeter Arten der IUCN wird die Art als „Vulnerable (VU)“, d. h. gefährdet eingestuft.

## Weiterführende Literatur
- Heinz Hoock: Ist Astrophytum coahuilense (Moeller) Kayser ein Naturhybrid? In: Kakteen und andere Sukkulenten. Band 44, Nr. 2, 1993, S. 37–44 (online).
- Richard R. Montanucci: Taxonomic History and Status Of the Coahuila Bishop’s Cap. In: Haseltonia. Band 14, 2008, S. 176–184 (doi:10.2985/1070-0048-14.1.176).